# Reunald Jones
Reunald Jones Sr. (* 22. Dezember 1910 in Indianapolis; † 26. Februar 1989) war ein US-amerikanischer Jazz-Trompeter, der vorwiegend in Big Bands und als Studiomusiker beschäftigt war.
Reunald Jones studierte an der Michigan Conservatory und begann seine Karriere in  Territory Bands wie der von Speed Webb. In den Zeiten der Great Depression er nach New York; dort arbeitete er in den 1930er und 1940er Jahren in den Orchestern von Charlie Johnson, den Savoy Bearcats, Fess Williams, Chick Webb (1933/1934), Mezz Mezzrow, Sam Wooding, Claude Hopkins, Willie Bryant, Teddy Hill, Don Redman (1936 bis 1938), Erskine Hawkins, im Duke Ellington Orchestra (1946), Jimmie Lunceford, Lucky Millinder und bei Sy Oliver, war dabei jedoch selten als Solist zu hören. Von 1952 bis 1957 war er Lead-Trompeter im Count Basie Orchestra, in dem er weniger durch Soli als durch seinen einhändigen Solo-Stil zu Ruhm kam. In dieser Zeit wirkte er an Basies Alben wie Count Basie Swings, Joe Williams Sings mit.  
Jones war dann auch Mitglied in einer Formation von Quincy Jones, genannt The Jones Boys (1956–58), die von Leonard Feather organisiert worden war, in der Musiker mit Namen Jones spielten, die nicht miteinander verwandt waren. Ab den 1940er Jahren arbeitete er zumeist als Studiomusiker und wirkte u. a. an Aufnahmen von Ella Fitzgerald, Paul Quinichette (1956), Sonny Rollins (1958) und Sonny Stitt (1962) mit. Daneben ging er 1959 mit Woody Hermans Orchester auf Tournee, spielte 1960 in der Bigband von George Shearing und von 1961 bis 1964 im Begleitorchester von Nat King Cole, bei dessen Aufnahmen er gelegentlich auch als Solist zu hören war („Sweet Lorraine“). 
Ab den 1970er Jahren tat er sich kaum noch als aktiver Musiker hervor. Sein Sohn, Reunald Jones Jr, spielte mehrere Jahre Lead-Trompete bei Sammy Davis Jr und James Brown, sein Enkelsohn Renny Jones ist Bassgitarrist.